# Рапа Нуи календар
Рапа Нуи календар одн. Календар Рапа Нуија је био домородачки лунисоларни календар Ускршњег острва. Данас се више не користи.

## Посведочење
William J. Thomson, благајник на броду USS Mohican, је у децембру/децембру 1886. провео 12 дана (од 19. до 30.) на Ускршњем острву. Међу подацима које је Томсон прикупио, била су имена ноћи лунарног месеца и месеци године:
Домороци су рачунали своје време, наравно, то и даље чине по месецима (..."by moons or months"...), почињући годину августом, што је, по традицијама, било време када су се Хоту Матуа и његови пратиоци искрцали на острво.

## Месеци
Томсон је овако забележио месеце:
| Рапануанско име | Значење     | Западни еквивалент, 1886-1887 |
| --------------- | ----------- | ----------------------------- |
| Anekena         |             | Август                        |
| Hora-iti        | мало лето   | Септембар                     |
| Hora-nui        | велико лето | Октобар                       |
| Tangarouri      |             | Део новембра                  |
| Kotuti          |             | Новембар и Децембар           |
| Ruti            |             | Децембар и Јануар             |
| Koro            |             | Јануар                        |
| Tuaharo         |             | Фебруар                       |
| Tetuupu         |             | Март                          |
| Tarahao         |             | Април                         |
| Vaitu-nui       | велика зима | Мај                           |
| Vaitu-poto      | кратка зима | Јун                           |
| Maro или Temaro |             | Јул                           |

## Дани
Календарски месец је подељен на две половине, почевши од младог и пуног Месеца. Томсон је овако забележио календар у време његове посете острву. Млади месец је био 25. новембра и опет у ноћи 24/25. децембра; Томсон је забележио да је срп младине први пут био видљив 26. новембра.
| Рапануи име      | Значење           | Западни еквивалент, 1886 |
| ---------------- | ----------------- | ------------------------ |
| Kokore tahi      | први kokore       | 27. новембар             |
| Kokore rua       | други kokore      | 28. новембар             |
| Kokore toru      | трећи kokore      | 29. новембар             |
| Kokore hâ        | четврти kokore    | 30. новембар             |
| Kokore rima      | пети kokore       | 1. децембар              |
| Kokore ono       | шести kokore      | 2. децембар              |
| Maharu           | прва четврт       | 3. децембар              |
| Ohua             |                   | 4. децембар              |
| Otua             |                   | 5. децембар              |
| Ohotu            |                   | 6. децембар              |
| Maure            |                   | 7. децембар              |
| Ina-ira          |                   | 8. децембар              |
| Rakau            |                   | 9. децембар              |
| Omotohi          | пун Месец         | 10. децембар             |
| Kokore tahi      | први кокоре       | 11. децембар             |
| Kokore rua       | други kokore      | 12. децембар             |
| Kokore toru      | трећи kokore      | 13. децембар             |
| Kokore hâ        | четврти kokore    | 14. децембар             |
| Kokore rima      | пети kokore       | 15. децембар             |
| Tapume           |                   | 16. децембар             |
| Matua            |                   | 17. децембар             |
| Orongo           | прва четврт [sic] | 18. децембар             |
| Orongo taane     |                   | 19. децембар             |
| Mauri nui        |                   | 20. децембар             |
| Marui [sic] kero |                   | 21. децембар             |
| Omutu            |                   | 22. децембар             |
| Tueo             |                   | 23. децембар             |
| Oata             | млади Месец       | 24. децембар             |
| Oari             |                   | 25. децембар             |
| Kokore tahi      | први kokore       | 26. децембар             |
Три извора која имамо, слажу се међусобно, изузев у случају два интеркалирана дана (масним словима) и ноћи младог Месеца код Енглерта, који је изгледа помешан са једним од ових. Почевши од (o)ata-e, ноћи младог Месеца, дани су:
| дан | Englert     | Thomson     | Métraux     | дан | Englert      | Thomson     | Métraux     |
| --- | ----------- | ----------- | ----------- | --- | ------------ | ----------- | ----------- |
| *1  | oata        | oata        | ata         | *15 | omotohi      | omotohi     | motohi      |
| 2   | ohiro       | oari        | ari         | 16  | kokore tahi  | kokore tahi | kokore tahi |
| 3   | kokore tahi | kokore tahi | kokore tahi | 17  | kokore rua   | kokore rua  | kokore rua  |
| 4   | kokore rua  | kokore rua  | kokore rua  | 18  | kokore toru  | kokore toru | kokore toru |
| 5   | kokore toru | kokore toru | kokore toru | 19  | kokore hâ    | kokore ha   | kokore ha   |
| 6   | kokore hâ   | kokore ha   | kokore ha   | 20  | kokore rima  | kokore rima | kokore rima |
| 7   | kokore rima | kokore rima | kokore rima | 21  | tapume       | tapume      | tapume      |
| 8   | kokore ono  | kokore ono  | kokore ono  | 22  | matua        | matua       | matua       |
| *9  | maharu      | maharu      | maharu      | *23 | orongo       | orongo      | rongo       |
| 10  | ohua        | ohua        | hua         | 24  | orongo taane | orongo tane | rongo tane  |
| 11  | otua        | otua        | atua        | 25  | mauri nui    | mauri nui   | mauri nui   |
| x   | —           | ohotu       | hotu        | 26  | mauri karo   | mauri kero  | mauri kero  |
| 12  | maure       | maure       | maure       | 27  | omutu        | omutu       | mutu        |
| 13  | ina-ira     | ina-ira     | ina-ira     | 28  | tireo        | tireo       | tireo       |
| 14  | rakau       | rakau       | rakau       | x   | —            | —           | hiro        |

*Млади и пуни Месец, те прва и последња четврт.
Kokore-e су неименоване (мада нумерисане) ноћи; tahi, rua, toru, haa, rima, ono су бројеви од 1 до 6. Реч kokore је когната са хавајским ‘a‘ole - „не“ и тахићанским ‘aore - „нема"; овде то може значити „без [имена], безимен“.

## Анализа
Календар који је Томсон прибележио је упадљив по томе што има 13 месеци. Сви други аутори помињу само 12, а Métraux и Barthel налазе грешку код Томсона:
Томсон преводи „Анакена“ као Август и сугерише да је година почињала у то време јер се Хоту-Матуа искрцао у Анакени тог месеца, али моји обавештајци и Roussel (1869) наводе јул као Анакену.
Замену заснивамо на пописима Metraux-a i Englert-a (ME:51; HM:310), који се слажу. Томсонов списак одступа за један месец.
Међутим, Guy је израчунао датуме младог Месеца за године 1885-87 и показао да се Томсонов попис слаже са Месечевим менама 1886. Закључио је да су стари Рапануанци користили лунисоларни календар са kotuti-јем, преступним месецом, те да се Томсон задесио на Ускршњем острву у години са преступним месецом. 
Дани hotu и hiro су изгледа били интеркаларни. Календарском месецу од 28 дана је потребан један или два интеркаларна дана како би био у фази са лунарним месецом, који траје око 29,5 дана. Једна од ронгоронго таблица можда описује правило када уметати овакве дане.